# Wojcieszyce (województwo świętokrzyskie)
Wojcieszyce – wieś w Polsce, położona w województwie świętokrzyskim, w powiecie sandomierskim, w gminie Łoniów.
W latach 1975–1998 miejscowość należała administracyjnie do województwa tarnobrzeskiego.

## Części wsi
| SIMC    | Nazwa             | Rodzaj    |
| ------- | ----------------- | --------- |
| 0798305 | Nowe Wojcieszyce  | część wsi |
| 0798311 | Piaski            | część wsi |
| 0798328 | Stare Wojcieszyce | część wsi |
| 0798334 | Zagórsko          | część wsi |